# Jefferson County (Mississippi)
Das Jefferson County ist ein County im US-Bundesstaat Mississippi. Der Verwaltungssitz (County Seat) ist Fayette. Das U.S. Census Bureau hat bei der Volkszählung 2020 eine Einwohnerzahl von 7260 ermittelt.

## Geographie
Das County liegt im Südwesten von Mississippi, grenzt im Westen an Louisiana, wobei der Mississippi die natürliche Grenze bildet und hat eine Fläche von 1365 Quadratkilometern, wovon 20 Quadratkilometer Wasserfläche sind. Es grenzt an folgende Countys und Parishes:
|                           | Claiborne County | Copiah County  |
| Tensas Parish (Louisiana) |                  |                |
| Adams County              | Franklin County  | Lincoln County |

## Geschichte

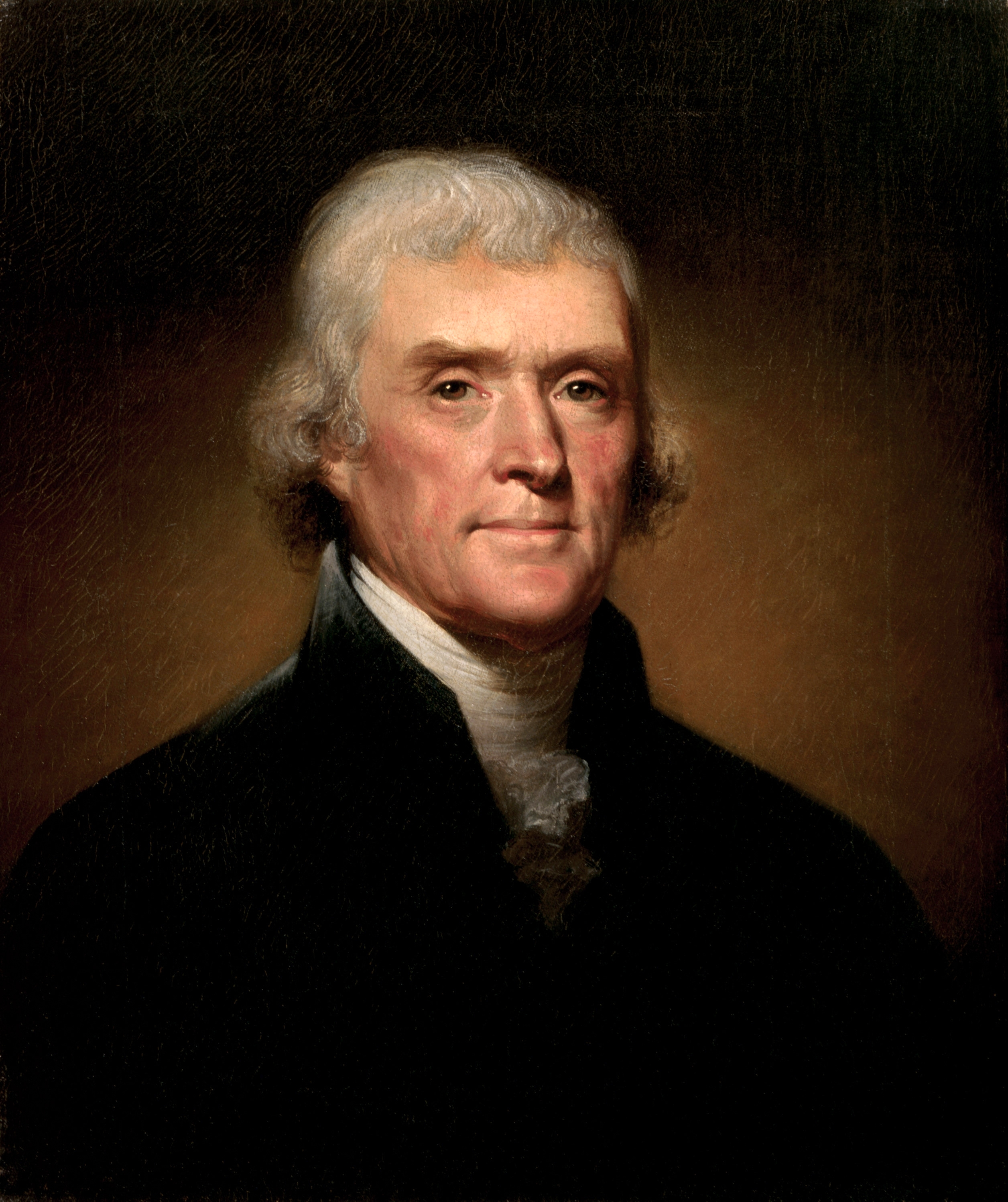
T. Jefferson

Das Jefferson County wurde am 2. April 1799 aus dem Natchez District als Pickering County gebildet und später umbenannt. Benannt wurde es nach Thomas Jefferson (1743–1826), dem dritten Präsidenten der Vereinigten Staaten.

23 Bauwerke und Stätten des Countys sind im National Register of Historic Places eingetragen (Stand 1. Februar 2018).

## Demografische Daten

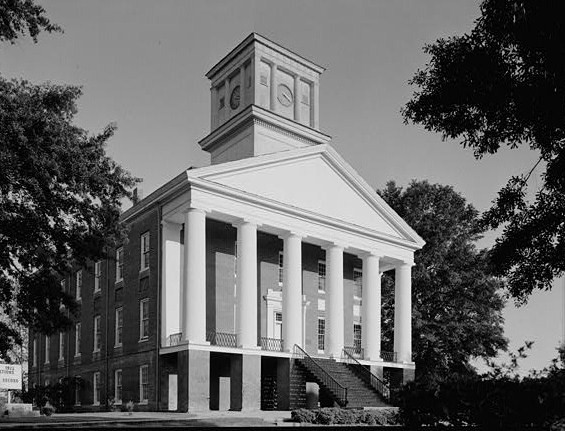
Alcorn State University, gelistet im NRHP

Alterspyramide des Jefferson Countys (Stand: 2000)

Nach der Volkszählung im Jahr 2000 lebten im Jefferson County 9740 Menschen in 3308 Haushalten und 2338 Familien. Die Bevölkerungsdichte betrug 7 Personen pro Quadratkilometer. Ethnisch betrachtet setzte sich die Bevölkerung zusammen aus 13,06 Prozent Weißen, 86,49 Prozent Afroamerikanern, 0,08 Prozent amerikanischen Ureinwohnern, 0,10 Prozent Asiaten, 0,01 Prozent Bewohnern aus dem pazifischen Inselraum und 0,02 Prozent aus anderen ethnischen Gruppen; 0,24 Prozent stammten von zwei oder mehr Ethnien ab. 0,66 Prozent der Bevölkerung waren spanischer oder lateinamerikanischer Abstammung, die verschiedenen der genannten Gruppen angehörten.
Von den 3308 Haushalten hatten 36,6 Prozent Kinder unter 18 Jahren, die mit ihnen lebten. 36,0 Prozent waren verheiratete, zusammenlebende Paare, 28,5 Prozent waren allein erziehende Mütter und 29,3 Prozent waren keine Familien. 27,1 Prozent aller Haushalte waren Singlehaushalte und in 10,1 Prozent lebten Menschen im Alter von 65 Jahren oder darüber. Die durchschnittliche Haushaltsgröße lag bei 2,75 und die durchschnittliche Familiengröße bei 3,36 Personen.
28,8 Prozent der Bevölkerung war unter 18 Jahre alt, 12,1 Prozent zwischen 18 und 24, 28,5 Prozent zwischen 25 und 44, 19,6 Prozent zwischen 45 und 64 Jahre alt und 10,9 Prozent waren 65 Jahre oder älter. Das Durchschnittsalter betrug 32 Jahre. Auf 100 weibliche kamen statistisch 99,0 männliche Personen und auf 100 Frauen im Alter von 18 Jahren oder darüber kamen 99,0 Männer.

Das durchschnittliche Einkommen eines Haushaltes betrug 18.447 USD, das einer Familie 23.188 USD. Männer hatten ein durchschnittliches Einkommen von 25.726 USD, Frauen 18.000 USD. Das Prokopfeinkommen lag bei 9709 USD. Etwa 32,5 Prozent der Familien und 36,0 Prozent der Bevölkerung lebten unterhalb der Armutsgrenze.

## Städte und Gemeinden
| - Church Hill - Fayette - Harriston - Lorman | - Perth - Red Lick - Union Church |